# Centrum Sztuki Współczesnej „Łaźnia”
Centrum Sztuki Współczesnej „Łaźnia” – gdańska instytucja kulturalna zlokalizowana w Śródmieściu, w zabytkowym budynku dawnej Łaźni Miejskiej, funkcjonująca na podstawie uchwały Rady Miasta i uzyskująca coroczne dotacje z miejskiego budżetu.

## Historia
Jedna z pierwszych publicznych placówek artystycznych założonych po 1989 roku. Jej powstanie związane jest ze współpracą grup pochodzących z niezależnego środowiska artystycznego działającego w latach 80. XX wieku, nazwanego później Nową Szkołą Gdańską. Współpraca Galerii C14 (Andrzej Awsiej, Joanna Kabala, Marek Rogulski), Fundacji Totart (Zbigniew Sajnóg, Paweł Konnak, Paweł Mazur, Maciej Ruciński), Galerii Wyspa (Grzegorz Klaman) doprowadziła do powstania Fundacji „Otwarte Atelier” w celu skomunalizowania i przejęcia na otwarte pracownie starego budynku Łaźni Miejskiej przy ul. Jaskółczej 1 na Dolnym Mieście. Pierwsza wystawa miała miejsce w 1992 roku. Wydarzenia były organizowane przez Fundację Otwarte Atelier, a później Fundację Wyspa Progress. W 1998 roku dzięki staraniom Anety Szyłak i Grzegorza Klamana powstała CSW „Łaźnia”, której program obejmuje wystawy sztuki współczesnej, działania edukacyjne, gromadzenie kolekcji, organizowanie spotkań, warsztatów, koncertów i projekcji filmowych. Centrum wydaje katalogi wystawowe, w jego ramach funkcjonuje też biblioteka. W 2013 roku tygodnik „Polityka” umieścił instytucję wśród 20 najlepszych galerii wystawowych w kraju.

## Dyrektorzy
- Aneta Szyłak (1998-2001)
- Małgorzata Lisiewicz (2001-2003)
- Jadwiga Charzyńska (2003-2024)
- Marta Kołacz (od 2024)[7]

## CEA „Łaźnia” 2

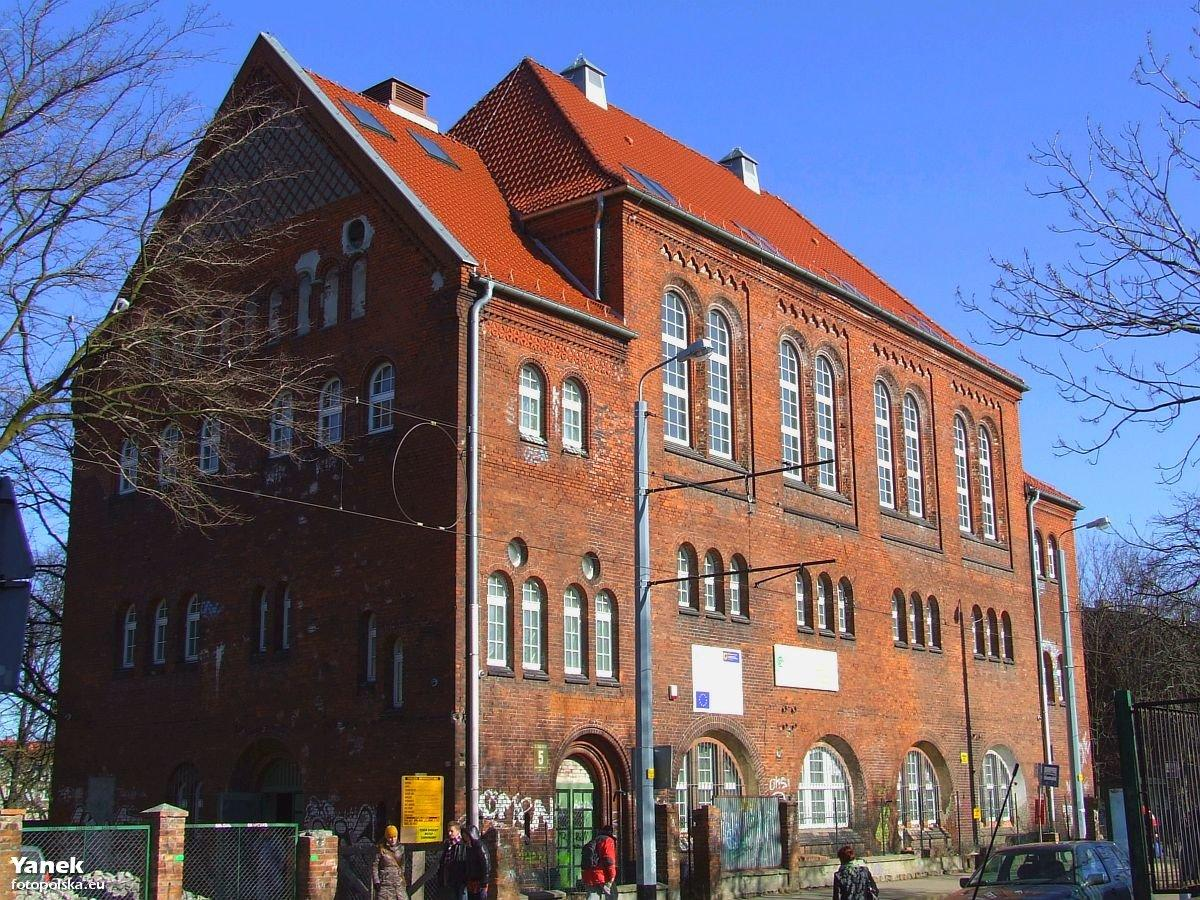
CEA „Łaźnia” 2

W 2012 roku w gdańskiej dzielnicy Nowy Port powstało Centrum Edukacji Artystycznej „Łaźnia” 2. Placówka, podobnie jak Centrum Sztuki przy ulicy Jaskółczej, zlokalizowana jest w zabytkowym budynku dawnej łaźni miejskiej. Obiekt, mieszczący się przy ul. Strajku Dokerów 5, został w 2008 roku powierzony instytucji CSW „Łaźnia” do adaptacji na cele kulturalne w ramach programu rewitalizacji Nowego Portu. W budynku znajdują się: czytelnia artystyczna, filia Wojewódzkiej i Miejskiej Biblioteki Publicznej, otwarta pracownia animacji Animujemy Gdańsk oraz kino KinoPort. W ramach CEA „Łaźnia” 2 prowadzone są zajęcia i warsztaty edukacyjne, koncerty, prezentacje filmowe, spotkania, panele dyskusyjne, programy rezydencyjne oraz wystawy sztuki współczesnej.

## Cykliczne projekty CSW „Łaźnia”
Opracowano na podstawie materiału źródłowego
- Galeria Zewnętrzna Miasta Gdańska – rozpoczęte w 2004 roku działania artystyczne w przestrzeni miejskiej przyczyniają się do rewitalizacji zaniedbanych dzielnic Gdańska. W ramach projektu powstały m.in. prace: LKW Gallery (projekt Daniela Milohnica i Lexa Rijkersa), której znakiem rozpoznawczym jest zakleszczony pod wiaduktem TIR, Niewidzialna Brama zaprojektowana przez Front Studio z Nowego Jorku, Staging Anonymous Dominka Lejmana, Uncovered Esther Stocker oraz Krople Bursztynu autorstwa Freda Hatta i Daniela Schlapfera.

- Cities on the Edge to projekt oparty na geograficznym usytuowaniu miejsc "na krawędzi", definiujący tożsamość i tradycję miast portowych. W wydarzenie zaangażowały się aglomeracje z całego świata, dzięki czemu możliwe jest nawiązanie szerokiego dialogu o sztuce różnych miast. CSW Łaźnia ponadto realizuje wspólne projekty mające na celu wypracowanie metod współpracy i wymiany w regionie Morza Bałtyckiego oraz wschodniej części Europy.

- Art&Science Meeting to trwający od 2011 roku cykl wystaw, konferencji, wykładów, programów edukacyjnych oraz publikacji opisujących zagadnienia z pogranicza sztuki i nauki. W ramach projektu instytucja prowadzi cykle warsztatów, koncertów i wykładów dotyczących muzyki eksperymentalnej pod tytułem Dźwiękowiska oraz Man Machine.

- Inkubator to program promujący młodych artystów. Projekt ukazując to co wśród młodych twórców najciekawsze, ujawnia tym samym nowy język sztuki. Celem Inkubatora jest ukazanie, odbiorcom i kuratorom, olbrzymiego potencjału młodego pokolenia.

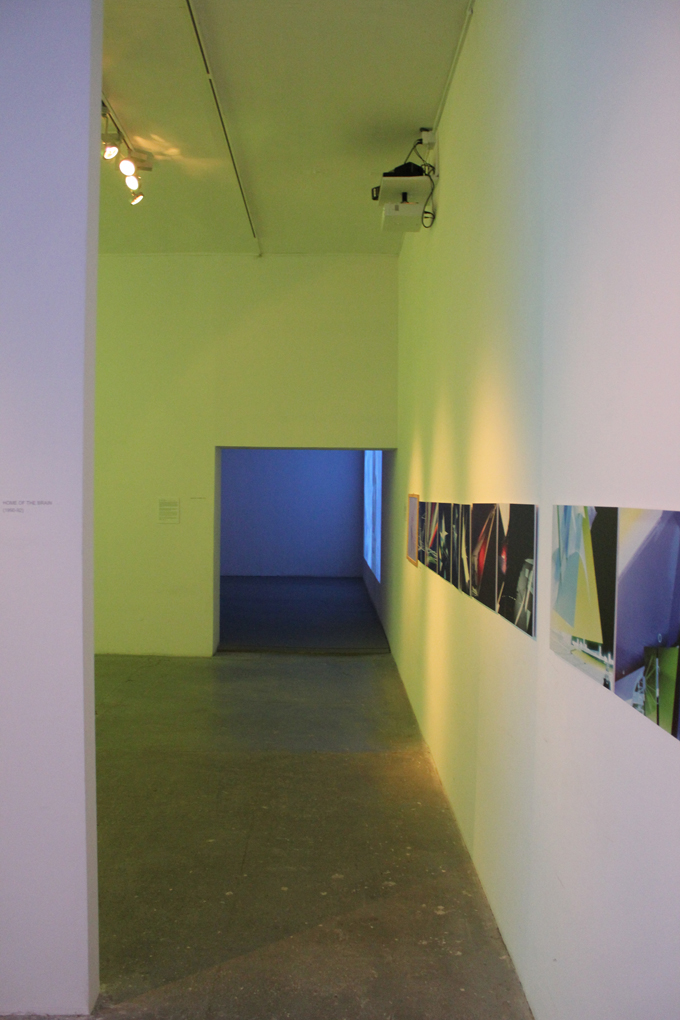
Wystawa w CSW „Łaźnia”

- In Progress to cykl regularnych spotkań z eksperymentalną muzyką współczesną połączoną często ze sztuką teatralną, akcjami parateatralnymi, tańcem, filmem i sztuką audiowizualną.

- Program Rezydencyjny – rezydencje Artystyczne, opierające się głównie na sztuce wizualnej, adresowane są do artystów polskich i zagranicznych. Niektóre z nich będą nastawione na konkretny cel w postaci wystawy, inne na proces tworzenia sztuki. W programie znajdują się rezydencje artystyczne, kuratorskie oraz intensywne kursy z zakresu kuratoringu i krytyki sztuki.

- Parakino – projekt pokazuje głębokie związki filmu i sztuk plastycznych. Zaproszeni artyści i znawcy sztuki ukazują najnowsze zjawiska zachodzące w filmie i sztuce wideo. W ramach projektu prezentowana jest historia filmu eksperymentalnego i rozszerzonego ukazująca perspektywy rozwoju sztuk wizualnych.

- Festiwal In Out – festiwal trwa od 2005 roku. Podczas każdej edycji organizowany jest konkurs na prace filmowe, animacje, obrazy eksperymentalne, dokumenty i fabularne etiudy. Konkurs jest przeznaczony dla młodych twórców, poniżej 35. roku życia. Festiwal kładzie nacisk na różne zagadnienia artystyczne i społeczne.

- Mistycy – Literaci – Wariaci to cykl spotkań autorskich, prowadzony przez Pawła "Końjo" Konnaka, trwający od 2010 roku. Jego celem jest prezentacja istotnych postaci z kręgu literatury alternatywnej. Zaproszeni twórcy reprezentują przede wszystkim twórczość podziemną. Łączy ich sprzeciw wobec represyjnej rzeczywistości społeczno-politycznej. Zebranie tych barwnych postaci tworzy nową perspektywę oceny publicznie nieakceptowanej literatury lat 80. i 90.

- KinoPort – kino studyjne zlokalizowane w CEA Łaźnia 2 w Nowym Porcie. Działalność kina skierowana jest przede wszystkim do okolicznych mieszkańców. Poza regularnym repertuarem studyjnym w KinoPorcie (kino europejskie, polskie oraz amerykańskie kino niezależne) można zobaczyć klasykę kina światowego, wziąć udział w projektach edukacyjnych, przeglądach i replikach festiwalowych z zaproszonymi gośćmi.

- Animujemy Gdańsk – to otwarta pracownia animacji filmowej w CEA Łaźnia 2. Pracownia wyposażona jest w nowoczesny sprzęt i oprogramowanie audiowizualne. W pracowni przewidziane są różnego rodzaju warsztaty dla dzieci, młodzieży i profesjonalistów. W ramach pracowni prezentowany jest dorobek Polskiej Szkoły Animacji oraz organizowane są spotkania z twórcami filmów animowanych.